# Angkor Airways
Angkor Airways war eine kambodschanische Fluggesellschaft mit Sitz in Phnom Penh.

## Geschichte
Angkor Airways wurde 2004 mit Unterstützung der taiwanesischen Far East Air Transport („FAT“) gegründet und nahm noch im gleichen Jahr den Flugbetrieb auf. Ziel war es, den Flughafen Siem Reap als nahe Transitstation für Flüge zwischen Taiwan und der Volksrepublik China zu nutzen, als Direktflüge aufgrund des politischen Status Taiwans untersagt waren. Daneben bot die Gesellschaft auch Charterflüge nach Süd- und Ostasien an. Alle Flugzeuge wurden von FAT als Wetlease bereitgestellt.
Im Jahr 2008 musste die Angkor Airways auf Grund finanzieller Schwierigkeiten der Muttergesellschaft den Flugbetrieb einstellen.

## Ziele
Von der Basis am Flughafen Siem Reap-Angkor aus bot die Fluggesellschaft nationale und kontinentale Linienflüge an; diese führen unter anderem nach Taiwan und Japan.

## Flotte
(Stand: April 2008)
- 1 Boeing 757-200 (geleast von Far Eastern Air Transport)
- 1 McDonnell Douglas MD-83 (geleast von Far Eastern Air Transport)